# Thierry Marie
Thierry Marie (Bénouville, 25 giugno 1963) è un ex ciclista su strada e pistard francese, professionista dal 1985 al 1996.

## Carriera
Passato professionista nel 1985 con la Renault-Elf, si specializza fin dall'inizio nelle corse contro il tempo, privilegiando quelle con chilometraggio limitato. Questa sua abilità lo porta a conquistare ben 67 vittorie, tra cui il titolo di campione di Francia a cronometro (1995) e, su pista, dell'inseguimento (1988).
Si mette in mostra anche nelle principali corse a tappe, conquistando una frazione al Giro d'Italia, un prologo alla Vuelta a España e sei tappe al Tour de France (di cui tre prologhi), vestendone la maglia di leader per sette giornate (tre nel 1986, una nel 1990 e tre nel 1991). Il suo nome è legato alla corsa francese anche per la memorabile fuga che lo ha visto trionfare, il 12 luglio 1991, sul traguardo di Le Havre dopo ben 234 chilometri di fuga solitaria, la seconda per lunghezza nella storia del Tour.

## Palmarès
- 1984 (dilettanti)

Paris-Roubaix Espoirs
Paris-Épernay
4ª tappa Tour de la Manche
- 1985 (Renault, tre vittorie)

Classifica generale Tour du Limousin
3ª tappa Grand Prix du Midi Libre (Beaucaire)
Prologo Tour de l'Avenir
- 1986 (Systeme U, quattro vittorie)

Prologo Vuelta a España (Palma di Maiorca)
Prologo Tour de l'Aude (Gruissan)
Prologo Tour de France (Boulogne Billancourt)
2ª tappa, 2ª semitappa Volta a Catalunya (Salou)
- 1987 (Systeme U, due vittorie)

Prologo Tour d'Armorique
Classifica generale Tour d'Armorique
- 1988 (Systeme U, sette vittorie)

Classifica generale Ronde van Nederland
2ª tappa Circuit de la Sarthe
Classifica generale Circuit de la Sarthe
20ª tappa Tour de France (Chalon sur Saône)
Classifica generale Ronde van Nederland
3ª tappa, 2ª semitappa Tour d'Armorique
2ª tappa Euskal Bizikleta
- 1989 (Systeme U, cinque vittorie)

Prologo Paris-Nice (Parigi)
1ª tappa Quatre jours de Dunkerque (Berck)
6ª tappa Quatre jours de Dunkerque (Dunkerque)
2ª tappa, 2ª semitappa Ronde van Nederland
Prologo Ronde van België (Geel)
- 1990 (Castorama, cinque vittorie)

2ª tappa Quatre jours de Dunkerque (Boulogne sur Mer)
5ª tappa Quatre jours de Dunkerque (Cassel)
Prologo Tour de France (Futuroscope)
5ª tappa Ronde van Nederland
Paris-Camembert
- 1991 (Castorama, sette vittorie)

Prologo Paris-Nice (Fontenay sous Bois)
3ª tappa, 2ª semitappa Tour de l'Oise
1ª tappa Critérium du Dauphiné Libéré
Prologo Grand Prix du Midi Libre
Prologo Tour de France (Lione)
6ª tappa Tour de France (Le Havre)
4ª tappa Tour d'Armorique
- 1992 (Castorama, sei vittorie)

3ª tappa, 2ª semitappa Tour de l'Oise
Classifica generale Tour de l'Oise
2ª tappa Driedaagse van De Panne-Koksijde (Herzele)
Prologo Giro d'Italia (Genova)
18ª tappa Tour de France (Tours)
Grand Prix Sodime-Bol d'air creusois
- 1993 (Festina, tre vittorie)

6ª tappa Vuelta a Burgos (Burgos)
5ª tappa Tour du Poitou-Charentes
Classifica generale Tour du Poitou-Charentes
- 1995 (Castorama, cinque vittorie)

1ª tappa, 2ª semitappa Route du Sud
2ª tappa Circuit de la Sarthe (Mamers)
Classifica generale Circuit de la Sarthe
La Côte Picarde
Campionati francesi, Cronometro

### Altri successi
- 1985 (Renault)

Duo Normand (Cronocoppie con Charles Mottet)
Lisieux (Criterium)
- 1987 (Systeme U)

Duo Normand (con Gérard Rué)
- 1988 (Systeme U)

Breuillet (Criterium)
Duo Normand (Cronocoppie con Philippe Bouvatier)
Ronde Valognaise (Criterium)
Joué-les-Tours (Criterium)
- 1989 (Systeme U)

Trofeo Baracchi (Cronocoppie con Laurent Fignon)
Grand Prix Baden-Baden (Cronocoppie con Laurent Fignon)
- 1990 (Castorama)

Barentin (Criterium)
- 1991 (Castorama)

La Poly Normande (Criterium)
Saint-Chamond (Criterium)
Le Havre (Criterium)
- 1993 (Festina)

Ronde d'Aix-en-Provence (Criterium)
- 1994 (Castorama)

Decazeville (Criterium)
- 1995 (Castorama)

Chateauroux (Criterium)
Amiens (Criterium)
Dun-le-Palestel (Criterium)

### Pista
- 1988

Campionati francesi, inseguimento individuale

## Piazzamenti

### Grandi Giri
- Giro d'Italia

1989: 116º
1990: 119º
1992: 127º
1994: ritirato
- Tour de France

1985: 67º
1986: 108º
1987: 87º
1988: 98º
1989: 72º
1990: 121º
1991: 111º
1992: 114º
1994: 53º
1995: 94º
1996: ritirato
- Vuelta a España

1986: ritirato
1993: ritirato

### Classiche monumento
- Milano-Sanremo

1989: 22º
- Giro delle Fiandre

1987: 56º
1988: 44º
1990: 88º
1993: 17º
1995: 55º
- Parigi-Roubaix

1987: 21º
1988: 53º
1989: 29º
1993: 38º
1994: 23º
1996: 23º

### Competizioni mondiali
- Campionati del mondo su strada

Colorado Springs 1986 - In linea: ritirato
Ronse 1988 - In linea: 61º
Utsunomiya 1990 - In linea: ritirato
Catania 1994 - Cronometro: 7º
Tunja 1995 - Cronometro: 12º
- Giochi olimpici

Los Angeles 1984 - Cronometro a squadre: 6º

## Riconoscimenti
- Palma d'Oro Merlin Plage-Trofeo nazionale nel 1984